# ماریوش استنپینسکی
ماریوش استنپینسکی (لهستانی: Mariusz Stępiński؛ زادهٔ ۱۲ مهٔ ۱۹۹۵) بازیکن فوتبال اهل لهستان است.
از باشگاه‌هایی که در آن بازی کرده‌است می‌توان به نورنبرگ، ویسوا کراکوف، روخ خوژوف، نانت و کیه‌وو اشاره کرد.
وی همچنین در تیم ملی فوتبال لهستان بازی کرده‌است.